# Wagon SBPD nr 150
Wagon SBPD nr 150 – prototypowy dwuosiowy dwukierunkowy wagon tramwajowy, wyprodukowany w 1931 r. w warsztatach własnych Společnosti brněnskich elektrickich pouličnich drah. Do produkcji kolejnych wagonów tego typu już nie doszło, zatem wyprodukowany tramwaj stał się brneńskim unikatem. Uległ zniszczeniu w 1945 r. w pożarze zajezdni Pisárky.

## Historia
W latach 20. XX wieku w Ameryce Północnej a później i w Europie Zachodniej zaczęły upowszechniać się tramwaje nowej konstrukcji niskowejściowej (typ Peter Witt i podobne). Koncepcja dotarła też do Czechosłowacji, gdzie od 1930 r. w Ringhofferze rozpoczęto produkcję podobnych wagonów doczepnych „krasin”, które uzupełniły cztery próbnie wyprodukowane tramwaje silnikowe (tzw. „bliźniacze wagony” nr 3001–3004). Bratysławski przewoźnik zamówił w zakładach w Studénce sześć tramwajów tej koncepcji (nr 201–206). Společnost brněnských elektrických pouličních drah (SBPD) poszła inną drogą i w 1931 r. we własnych warsztatach zbudowała prototypowy, niskowejściowy wagon tramwajowy.

## Konstrukcja
Dwukierunkowy prototypowy tramwaj nr 150 wyraźnie różnił się od wagonów z Královopolskiej, które były wówczas dostarczane do Brna. Wózek był dwuosiowy o rozstawie osi 3800 mm. Każdą z osi napędzał jeden silnik trakcyjny Sécheron o mocy 50 kW. Każda oś miała układ hamulcowy składający się z dwóch tarcz i dwóch szczęk. Nadwozie zbudowano ze stalowej ramy obudowanej blachą. Dach był drewniany, pokryty wodoodpornym płótnem.
Tramwaj miał dwoje drzwi w części środkowej (po jednych z każdego boku), które były dwuskrzydłowe, przesuwne i sterowane pneumatycznie ze stanowiska motorniczego. Część niskowejściowa położona była na wysokości 650 mm nad główką szyny. Skrajne platformy tramwaju mieściły przestrzenie pasażerskie (z podłogą 840 mm nad główką szyny), które oddzielono od platformy wejściowej bezdrzwiowymi ściankami. Skórzane fotele umieszczono wzdłuż kierunku jazdy. Na obu czołach wagonu znajdowały się stanowiska motorniczego. Tramwaj wyposażono w nastawnik jazdy BCC i odbierak prądu AEG. Zastosowano dwa zestawy oporników: wewnątrz i na dachu. Zimą wykorzystywano oporniki we wnętrzu, których ciepło ogrzewało przedział pasażerski (stąd potoczna nazwa tramwaju „Ciepłuszka”), a latem oporniki na dachu.

## Dostawy
| Państwo        | Miasto         | Lata dostaw    | Liczba | Numery taborowe |       |
| -------------- | -------------- | -------------- | ------ | --------------- | ----- |
| Czechosłowacja | Brno           | 1931           | 1      | 150             | [ 3 ] |
| Łączna liczba: | Łączna liczba: | Łączna liczba: | 1      |                 |       |

## Eksploatacja
Tramwaj nr 150 został ukończony w warsztatach SBPD pod koniec 1931 r. i jeszcze przed świętami Bożego Narodzenia wykonał próbne przejazdy. Wagon został wprowadzony do eksploatacji 17 stycznia 1932 roku. Kursował pojedynczo, głównie na linii 5, eksploatacja z wagonami doczepnymi nie jest udokumentowana. Był również wynajmowany do przejazdów specjalnych. Tramwaj cierpiał, jak większość prototypów, na szereg chorób wieku dziecięcego, a jego eksploatacja była zawodna. Oprócz drobnych usterek, były to m.in. przegrzewające się rezystory, które musiały zostać wymienione już we wrześniu 1932 r. Często występowały problemy z pneumatycznym systemem zamykania drzwi. Przez prawie cały 1933 r. tramwaj nie kursował z powodu przezwajania obu silników. Latem 1934 r. i jesienią 1938 r. tramwaj przechodził modernizacje. Po 1939 r. hamulec ręczny ulegał częstszym awariom. Wagon brał również udział w kilku drobnych wypadkach. Ostatnia wzmianka o tramwaju nr 150 pochodzi z 17 września 1942 r., jednak zachowana dokumentacja eksploatacyjna z Protektoratu Czech i Moraw jest niekompletna, więc można przypuszczać, że tramwaj pozostawał w eksploatacji po tej dacie. Z uwagi na jego problematyczną eksploatację i liczne usterki, prawdopodobnie często odstawiany był do zajezdni lub warsztatów. Pewne jest, że w kwietniu 1945 r. zajezdnia Pisárky spłonęła, prawdopodobnie podpalona przez wycofujących się niemieckich żołnierzy, a ponad 30 tramwajów zostało spalonych, w tym prototypowy wagon nr 150.